# Лакшмана

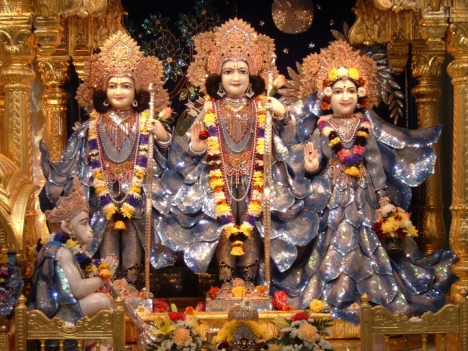
Лакшмана (слева) с Рамой (в центре), Ситой (справа) и Хануманом (на коленях) — Бхактиведанта-мэнор, кришнаитский храм, Уотфорд, Англия

Лакшмана (санскр. लक्ष्मण, IAST: Lakṣmaṇa, «благоприятный»; малайск. Laksmana; ) — герой древнеиндийского эпоса «Рамаяна», сын Сумитры и Дашаратхи. Появился на свет после того, как Сумитра съела священный прасад. Мудрец Васиштха объявил Раму и Лакшману божественными воплощениями — Нара-Нараяна. В благоприятный день звезды Уттарапхалгуни одновременно состоялась свадьба Рамы, Лакшманы, Бхараты и Шатругхны. Лакшмана женился на Урмиле.

## Рождение Лакшманы
Царь Дашаратха раздает своим женам (Каушалья, Кайкея, Сумитра) по одной части из полученного прасада, для того чтобы они родили ему детей. Сумитра же после омовения поставила свою чашку на террасу и стала сушить волосы. В это время прилетел орёл и унес прасад. Боясь гнева своего мужа Сумитра просит у Каушальи и Кайкеи часть прасада. В итоге от части данной Каушальей рождается Лакшмана, а от той части, что дала Кайкея — Шатругна. Лакшмана и Шатругна постоянно плакали после рождения. Успокоились они только когда Лакшману положили рядом с Рамой, а Шатругну с Бхаратой.

## Жизнь в изгнании
Лакшмана не мог жить без Рамы и поэтому первым согласился уйти вместе с ним в изгнание. Он всячески помогал Раме и Сите во время изгнания в лесу, к примеру, он построил для них тростниковые хижины. Лакшмана в гневе отрезает нос сестре Раваны Шурпанакхе, когда та пытается соблазнить Раму и оскорбляет Ситу, что в свою очередь приводит Равану к жажде мести. Исполняя долг кшатрия (воина) на Ланке, Лакшмана убил множество ракшасов, но в схватке с Индражитом получил тяжёлую рану от копья «Шакти» и потерял сознание. Сын ветра Хануман перенёс с Гималаев холм Сандживи с целебной травой, способной вернуть к жизни, и похищенный до этого врач Раваны излечивает Лакшману. После этого Лакшмана снова вступает в схватку с Индражитом, и на этот раз одерживает победу.
Лакшмана всегда был исполнен любви и преданности к Раме, так как осознавал, что Рама — аватара бога.